# Malta Financial Services Authority
Die Malta Financial Services Authority (MFSA; deutsch „Malta Finanzdienstleistungsaufsicht“) ist die Finanzaufsicht von Malta. Die Gründung erfolgte im Jahre 2002, womit die Aufgaben der Central Bank of Malta, der Malta Stock Exchange und des Malta Financial Services Center übernommen worden sind. Seither arbeitet die Aufsicht autonom. Dies ist vor allem aufgrund der weltweiten Beliebtheit von Malta als Standort wichtig, um Investoren und Konsumenten schützen zu können. 

## Aufgaben
In den Aufgabenbereich der Finanzaufsicht fällt nicht nur ein jährlicher Bericht über die eigenen Tätigkeiten, sondern auch ein Strategieplan, der dem Repräsentantenhaus vorgelegt werden muss. Bei der Ausführung der eigenen Tätigkeit liegt das Hauptaugenmerk auf der Prävention. Deswegen gibt es klare Regeln für alle Finanzgeschäfte und Verdachtsfälle werden ausführlich verfolgt. Neben der Kontrolle ist die MFSA auch wesentlich bei der Entwicklung des Finanzstandortes Malta beschäftigt, es werden nicht nur Optimierungen des Marktes vorgeschlagen, sondern auch Initiativen ausgearbeitet und unterstützt. 

## Vernetzung
Die MFSA ist ein Mitglied der Europäischen Bankenaufsichtsbehörde, der Europäischen Aufsichtsbehörde für das Versicherungswesen und die betriebliche Altersversorgung und der Europäischen Wertpapier- und Marktaufsichtsbehörde. Zudem erfolgte die Eintragung bei der Internationalen Organisation der Wertpapieraufsichtsbehörden und der International Association of Insurance Supervisors. 